# Terry Erwin
Terry Lee Erwin, född 1 december 1940 i St. Helena, Kalifornien, död 11 maj 2020, var en amerikansk entomolog vid Smithsonian Institution. Han är känd för att han valde ut ett träd i en sydamerikansk regnskog, besprutade det med insektsgift och fann flera arter av skalbaggar och myrarter än vad som finns i hela Västeuropa.

## Biografi
Erwin var son till Ed Erwin, racerbilsförare och varvsarbetare, och hans hustru June Gephardt, som var regeringstjänsteman. Som ung tyckte han om att fiska med sin farfar och bygga trampbilar.
Erwin utbildades på Vallejo High School och tog examen där i biologi 1964, följt av en masterexamen 1966 vid San Jose State College (nu San Jose State University). Han började därefter på University of Alberta för att under handledning av George Ball studera skalbaggar av familjen Carabidae, och tog en doktorsexamen 1969 följt av en postdoktoral stint vid Harvard under P. Jackson Darlington, Jr. Han tillträdde en entomologtjänst på United States National Museum (senare Smithsonian Institution) men tog ett år ledigt för att studera karbidbaggar vid Lunds universitet under Carl H. Lindroth.
"Terry var en ständigt uppmuntrande kollega som arbetade hårt hela sin yrkeskarriär med att utforska och förklara mångfalden av karabidbaggar och i slutändan livet på jorden", säger Peter Raven, president emeritus för Missouri Botanical Garden, en vän och kollega till Erwin i studier av tropisk biologi i mer än 50 år.

## Karriär och vetenskapligt arbete
Vid återkomsten 1971 blev fick Erwin en ställföreträdare för att kunna undersöka Panamas skalbaggar. Genom att bespruta trädkronor med pesticider kunde han samla in de nedfallande döda insekterna och hittade ca 1 200 arter av skalbaggar som bodde i träd av arten Luehea seemannii. Av dessa 1 200 arter av skalbaggar uppskattade han att 163 endast finns i Luehea seemannii-trädet och inte i andra trädarter. Det finns ca 50 000 arter av träd i tropikerna och skalbaggar utgör 40 procent av insekter och relaterade djur. Erwin uppskattade att det finns ungefär dubbelt så många arter av insekter och besläktade djur i tropiska träd än som det finns på marken i skogen och blev känd för sin kontroversiella extrapolering på 30 miljoner som det totala antalet leddjursarter.
Erwin var sekreterare i Society of Systematic Biologists från 1973 till 1975, och var chefredaktör för ZooKeys. Han beskrev över 20 släkten och mer än 400 arter av insekter, och är från 2015 hedrad i namnen på 47 arter, två släkten, en underfamilj och en underart.